# گرندینین
گرندینین (به انگلیسی: Grandinin) با فرمول شیمیایی C۴۶H۳۴O۳۰ یک ترکیب شیمیایی با شناسه پاب‌کم ۴۹۲۳۹۲ است. که جرم مولی آن ۱۰۶۶٫۷۴ g/mol می‌باشد. 